# Tatort: Die Falle
Die Falle ist ein Fernsehfilm aus der Krimireihe Tatort. Der vom Mitteldeutschen Rundfunk produzierte Beitrag wurde am 11. November 2007 im Programm Das Erste erstausgestrahlt. Es handelt sich um die Tatort-Folge 679. Für Ehrlicher und Kain, verkörpert von Peter Sodann und Bernd Michael Lade, geht es in ihrem 45. und letzten gemeinsamen Fall um den Tod einer alleinerziehenden Mutter und den Mord an einem Bauunternehmer sowie um private Verstrickungen Kains in diesem Zusammenhang.

## Handlung
Bruno Ehrlicher steht mitten in den Vorbereitungen zu den Feierlichkeiten seiner bevorstehenden Pensionierung. Eigentlich scheut er sich davor, doch alle seine Kollegen und Freunde drängen ihn förmlich dazu. Noch während er zum Feierabend mit Frederike über Details seiner Abschiedsfeier spricht, wird er zu einem Mordfall gerufen. In einem noblen Einfamilienhaus liegt die Leiche von Rudika Klein in der Badewanne, den Spuren nach war sie zuvor erhängt worden. Im Haus gibt es Kampfspuren und Kleins Freund, Rudolf Hahn, der die Polizei gerufen hat, steht noch sichtlich unter Schock. Er gibt an, er habe gewusst, dass sie mit sexuellen Dienstleistungen ihr Geld verdiente und dass er ihr helfen wollte, aus diesem Geschäft auszusteigen. Für ihn sah es nach einem Selbstmord aus, deshalb habe er versucht, sie wiederzubeleben.
Während Kain die Familienidylle mit seiner Freundin Eva Sauer, deren Sohn und Eltern genießt, befragt Ehrlicher die Nachbarn. Zu denen gehört auch die Familie von Kains neuer Freundin, und Ehrlicher ist überrascht, seinen Kollegen dort anzutreffen.
Ehrlicher und seine Kollegen zweifeln an einem Selbstmord, da die Kampfspuren eindeutig zu sein scheinen. Rudolf Hahn sagt unterdessen aus, dass er in das Lebensmittelgeschäft der Kleins eingestiegen sei, nachdem Rudika von ihrem Mann verlassen und mit Schulden sitzen gelassen worden sei. Er habe ihr Haus günstig ersteigert, sie aber darin wohnen lassen und sei dann Teilhaber ihres Ladens geworden. Hahn habe sich in sie verliebt und habe sie heiraten wollen, obwohl sie zu dem Zeitpunkt schon Geld mit sexuellen Dienstleistungen verdient habe. Kain befragt im Lebensmittelgeschäft der Kleins die Angestellte, die sich einen Selbstmord ihrer Chefin nicht vorstellen kann. Während der Befragung betritt der Bauunternehmer Hans Meier den Laden und fragt nach Rudika Klein. Sie solle sich bei ihm melden, sonst gebe es Ärger. Ehe Kain den Mann zur Rede stellen kann, ist er bereits wieder verschwunden; so will er ihn in seiner Firma „Frohsinn“ aufsuchen. Als Meier nach Hause kommt, wartet dort Eva Sauer. Sie hat Schulden bei ihm und wollte ihn darum bitten, die Raten zu kürzen. Doch er wird zudringlich und sie muss ihn massiv abwehren. Sie stößt ihn am Treppenabsatz von sich, er stürzt die Treppe hinunter und bleibt tot liegen. Sie läuft aus dem Haus.
Kain will Meier in der Firma aufsuchen und trifft dort auf Rudolf Hahn, der Prokurist der Firma und Partner von Meier ist. In der Annahme, dass Kain wegen der Unterlagen von Rudika Klein da ist, lässt er sie ihm von der Sekretärin aushändigen. Ehrlicher erfährt inzwischen, dass fast alle Bewohner der Siedlung ihre Häuser über den Bauunternehmer Meier gekauft und somit Schulden bei ihm haben. Als die Ermittler Meier in seinem Haus aufsuchen wollen, finden sie ihn tot am Boden liegen.
Sie erwirken einen Durchsuchungsbeschluss für die Baufirma von Meier und Hahn. Dort finden die Beamten heraus, dass Meier auch ein Bordell betrieben hat. Geschäftsführerin ist Heidi Sommer, die Sekretärin bei der Firma „Frohsinn“. Die Damen, die dort arbeiten, sind alle bei Meier verschuldet. Auch Rudika, doch hatte die sich geweigert, für Meier weiter anschaffen zu gehen. Im Rahmen einer Durchsuchung des Bordells nimmt Ehrlicher Heidi Sommer fest.
Eva erzählt Kain, dass sie mit Meier eine Geschäftsbeziehung gehabt habe, weil sie nach dem Tod ihres Mannes die Kredite bei Meier nicht mehr habe bedienen können. Ihre Eltern hätten ihr finanziell geholfen und seien bei ihr eingezogen. Sie erzählt ihm auch, dass sie am Vortag bei Meier gewesen sei. Er habe ihr drei Raten erlassen wollen, wenn sie sich dafür erkenntlich zeigte. Sie habe ihn daraufhin weggestoßen, er sei die Treppe heruntergefallen und dabei zu Tode gekommen. Kain ist zunächst verärgert, doch wenn sie in Notwehr gehandelt haben sollte, wolle er ihr helfen. Kurz darauf eröffnet Ehrlicher seinem Kollegen Kain, dass dieser jetzt die Ermittlungen leiten werde. Als Erstes lässt dieser nach einem Verhör Heidi Sommer frei, weil er der Meinung ist, dass ihr strafrechtlich nichts nachzuweisen sei. Damit ist Ehrlicher zwar nicht einverstanden, muss es aber akzeptieren.
Unterdessen kann die Polizei Benni Klein, den verschwundenen Ehemann von Rudika, ausfindig machen. Er war im Ausland und ist erst am Vortag nach Deutschland zurückgekehrt. Er scheidet somit als Täter aus. Kain hingegen würde ihn gern als Tatverdächtigen festnageln. Doch ergibt überraschend die endgültige Obduktion von Rudika Klein, dass ihr Tod eindeutig ein Suizid war. Unterdessen stellt sich Hahn, er habe als Bankdirektor Meiers Immobilien überbewertet und somit dazu beigetragen, dessen Kunden in den Ruin zu treiben. Meier habe ihm dafür 25 % seines Imperiums übertragen. Doch nun werde er von Heidi Sommer erpresst, weil er kein Alibi für die Tatzeit des Mordes an Meier habe.
Da Kains Verhalten in letzter Zeit auffällig geworden ist, macht Ehrlicher sich Sorgen und möchte Klarheit haben. Ehrlicher sucht die Sauers auf, durch eine List verschafft er sich Zugang zum Badezimmer und nimmt heimlich eine Haarprobe von Evas Haarbürste, um sie mit den Frauenhaaren zu vergleichen, die an Meiers Leiche gefunden wurden. Unterdessen gelingt es jedoch Kain, die Haarproben von der Leiche Meiers verschwinden zu lassen. Daraufhin kommen Ehrlicher Zweifel an der Loyalität von Kain. Er fährt mit Eva und Kain zu Meiers Haus, dort bricht Eva zusammen und gesteht. Kain erklärt ihm, dass Meier sie habe vergewaltigen wollen. Ehrlicher sagt, dass er einem Menschen wie Meier keine Träne nachweine. Er habe Verbrecher gejagt und viel Gerechtigkeit, aber auch viel Ungerechtigkeit gesehen. Vielleicht werde der Richter auf Notwehr erkennen, aber Ehrlicher möchte es nicht einem Richter überlassen. Er erklärt die Ermittlungen für ergebnislos beendet. Kain bittet Ehrlicher um Verzeihung, weil er ihm nicht vertraut habe. Eva lässt ihr Gewissen keine Ruhe: Sie kommt ins Präsidium und gesteht die Tötung von Meier. Nun können die Ermittler die Angelegenheit nicht mehr geheim halten. Allerdings erklärt Ehrlicher, er sei nun nicht mehr zuständig.
Ehrlicher wird mit einem großen Festakt im Präsidium in den wohlverdienten Ruhestand verabschiedet. Kain kündigt währenddessen seinen Dienst. Er findet auch, dass er lange genug im Polizeidienst sei und wenn Recht nicht mehr gerecht sei, wolle er nicht mehr Polizist sein. Und schon gar nicht ohne seinen alten Kollegen. Ehrlicher und Kain machen zum Abschluss einen Ausritt zusammen mit Evas Sohn, und Ehrlicher reitet wie in einem Western seinem Ruhestand entgegen.

## Rezeption

### Einschaltquoten
Bei ihrer Erstausstrahlung hatte diese Tatort-Folge 7,95 Mio. Zuschauer, was einem Marktanteil von 21,1 % entsprach.

### Besonderheiten
Der 45. war nach 15 Jahren zugleich der letzte Fall von Bruno Ehrlicher und M. Kain. Entgegen den Erwartungen einiger Fans, erfuhr man auch in dieser letzten Folge nicht den Vornamen Kains, als das Schild mit beiden Namen von der Tür abgeschraubt wird, sieht man wieder nur das „M“. Am Ende der Episode wird Ehrlicher pensioniert und Kain kündigt.